# Waschhaus (Bellefontaine)

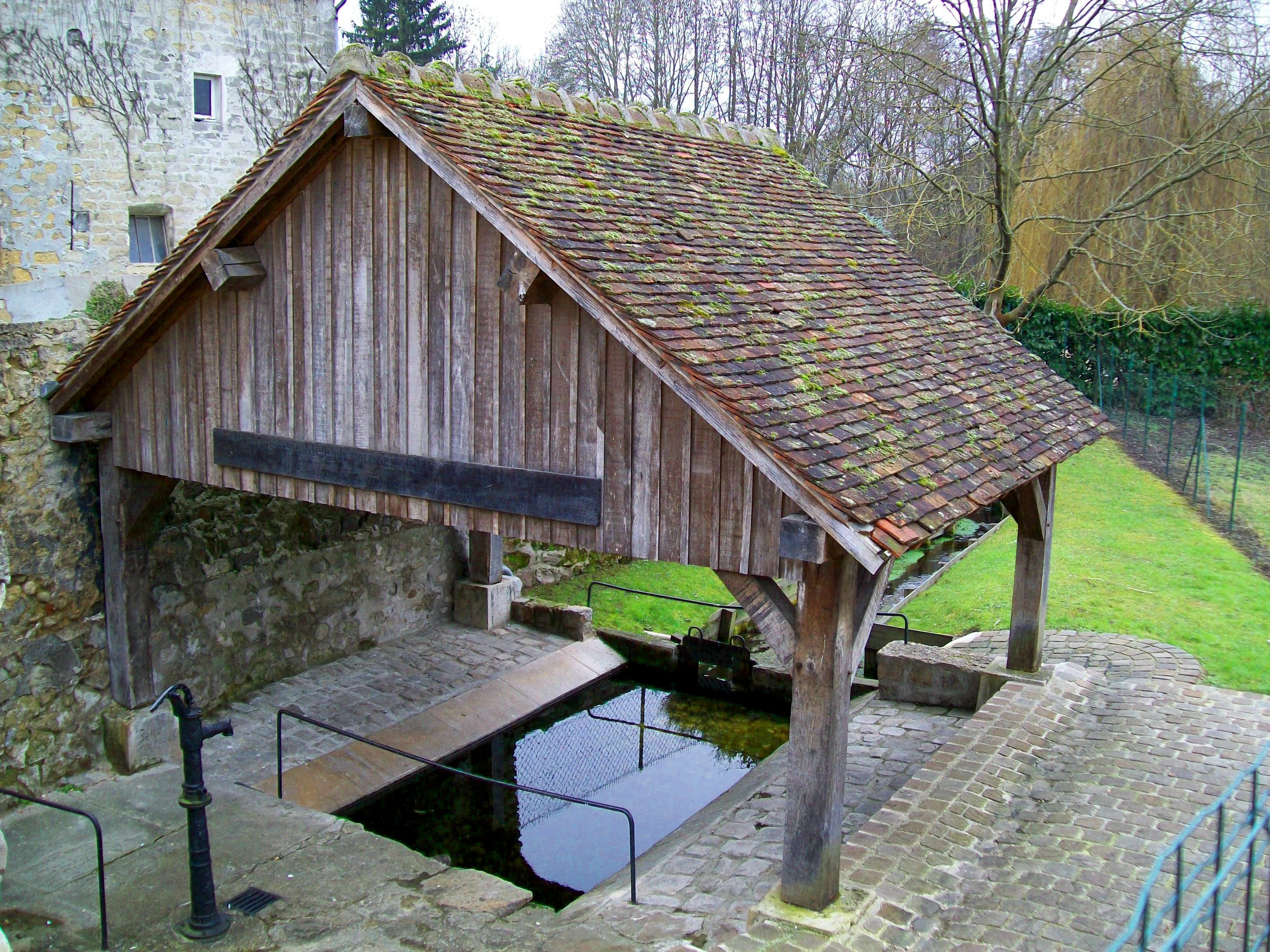
Waschhaus in Bellefontaine

Das Waschhaus (französisch lavoir) in Bellefontaine, einer französischen Gemeinde im Département Val-d’Oise in der Region Île-de-France, wurde Anfang des 20. Jahrhunderts errichtet. Das öffentliche Waschhaus an der Gasse Sente de Lavoir besteht aus einer Holzkonstruktion auf steinernen Fundamenten.
Das Satteldach schützte die Waschfrauen bei jedem Wetter.